# Heptathela
Heptathela es un género de arañas Mesothelae de la familiaLiphistiidae. Son básicamente arañas que cazan con el método trampilla (se entierra en el suelo y saltan sobre cualquier presa que se acerque a una gran velocidad, como si salieran de una trampilla subterránea). Se encuentran en Japón, China y el Sureste Asiático. A esta familia pertenece Heptathela kimurai.
Las hembras miden más de 25mm de largo, los machos son un poco más pequeños.

## Nombre
El nombre del género deriva del Griego antiguo hepta, "siete", refiriéndose al número de glándulas que tienen en las hileras.

## Especies
- Heptathela abca Ono, 1999 — Vietnam
- Heptathela amamiensis Haupt, 1983 — Islas Ryukyu
- Heptathela australis (Ono, 2002) — Vietnam
- Heptathela bristowei Gertsch, 1967 — China
- Heptathela ciliensis Yin, Tang & Xu, 2003 — China
- Heptathela cipingensis (Wang, 1989) — China
- Heptathela cucphuongensis Ono, 1999 — Vietnam
- Heptathela goulouensis Yin, 2001 — China
- Heptathela higoensis Haupt, 1983 — Japón
- Heptathela hunanensis Song & Haupt, 1984 — China
- Heptathela jianganensis Chen et al., 1988 — China
- Heptathela kanenoi Ono, 1996 — Islas Ryukyu
- Heptathela kikuyai Ono, 1998 — Japón
- Heptathela kimurai (Kishida, 1920) — Japón
  - Heptathela kimurai yanbaruensis Haupt, 1983 — Okinawa
- Heptathela luotianensis Yin et al., 2002 — China
- Heptathela mangshan Bao, Yin & Xu, 2003 — China
- Heptathela nishikawai Ono, 1998 — Japón
- Heptathela shei Xu & Yin, 2001 — China
- Heptathela suoxiyuensis Yin, Tang & Xu, 2003 — China
- Heptathela tomokunii Ono, 1997 — Vietnam
- Heptathela wosanensis Wang & Jiao, 1995 — China
- Heptathela xianningensis Yin et al., 2002 — China
- Heptathela yaginumai Ono, 1998 — Japón
- Heptathela yakushimaensis Ono, 1998 — Japón
- Heptathela yunnanensis Song & Haupt, 1984 — China